# Geschiedenis van Jehova's getuigen
Jehova's getuigen zijn leden van een aan het protestantisme verwante, fundamentalistische en millennialistische geloofsgemeenschap.
De geschiedenis van de geloofsgemeenschap is als volgt:

## Ontstaan en wereldwijde ontwikkelingen

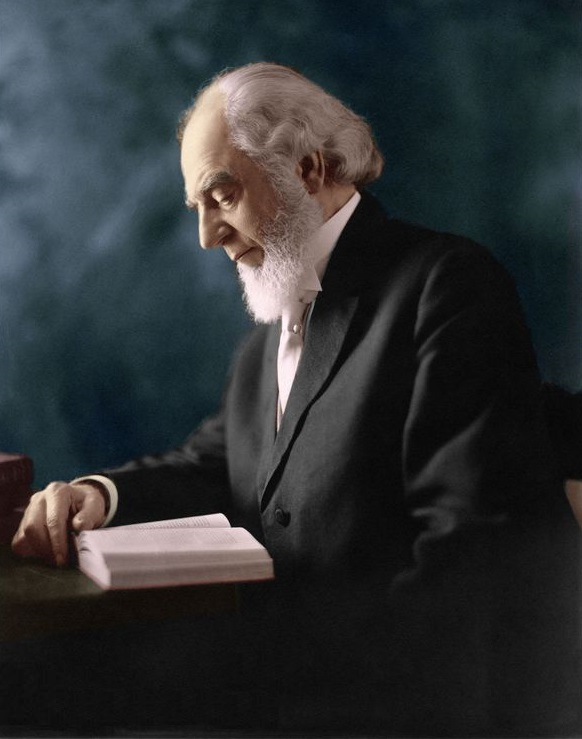
Charles Taze Russell
(1852-1916)

### 1870 - 1916
Charles Taze Russell (1852-1916) was opgevoed in de presbyteriaanse leer, maar sloot zich aan bij de Congregationalistische Kerk. Op zestienjarige leeftijd sloegen Russells religieuze gevoelens om in twijfel, met name vanwege de leerstelling van de hel. Ergens in 1869 hield Jonas Wendell een adventistische bijeenkomst waar Russell bij toeval passeerde. Russell ging naar binnen en bleef luisteren. Door de boodschap die daar werd gebracht, werd zijn geloof in de Bijbel hersteld.
Rond 1870 startte Russell een Bijbelstudieklas met enkele van zijn vrienden, waaronder William Henry Conley, en zijn vader. Russells ideeën werden beïnvloed door de gedachten van William Miller. Met name het aspect van het berekenen van jaartallen – dat vooral in het begin van de groepering kenmerkend was en nog altijd een rol speelt in de leer van de geloofsgemeenschap – werd overgenomen van Millers beweging en de afsplitsingen ervan. Russell kwam hiermee in aanraking via Nelson H. Barbour, van wie hij ook zijn ideeën rondom de jaren 1874 en 1914 overnam. 1914 speelt nog altijd een belangrijke rol in het leerstellige raamwerk van Jehova's getuigen, hoewel zij de betekenis van het jaar hebben gewijzigd.
In 1879 werd een aanvang gemaakt met de uitgave van het blad dat nu bekendstaat als De Wachttoren. Geleidelijk ontstonden er ook op andere plaatsen "ecclesia's": Bijbelstudiegroepen die zich op Russells ideeën baseerden, die met elkaar in contact stonden via het tijdschrift. Leden van deze groepjes kwamen bekend te staan als "Bijbelonderzoekers". Een andere belangrijke bron voor studie was de serie "Schriftstudies" die Russell schreef.
In 1881 werd Zions Watch Tower Tract Society opgericht als een wettelijke religieuze corporatie zonder winstoogmerk (nu de Watch Tower Bible and Tract Society, in het Nederlands Wachttoren-, Bijbel- en Traktaatgenootschap). Dit genootschap verzorgt nog altijd de uitgave van de lectuur van Jehova's getuigen.
In 1912 werd met de productie van het Photo-Drama der Schepping begonnen. Het was vrij uniek voor die tijd dat bij de voorstelling bewegende beelden, dia's, muziek en de stem van Russell synchroon aan het publiek werden vertoond. De première vond plaats in januari 1914. De film werd naar schatting door negen miljoen mensen gezien.

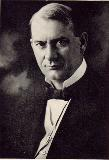
Joseph Franklin Rutherford
(1916-1942)

### 1916 - 1942
Toen de vervulling van een aantal verwachtingen rond 1914 uitbleef, en Russell bovendien op 31 oktober 1916 overleed, was de teleurstelling en onzekerheid groot. Een deel van Russells aanhang keerde terug naar gevestigde denominaties. Bovendien brandde een hevige strijd los over Russells opvolging. Op 6 januari 1917 werd Joseph F. Rutherford (1869 - 1942) tot president van het Wachttorengenootschap verkozen. De situatie culmineerde toen in juli 1917 het boek The Finished Mystery werd vrijgegeven. Een aantal bestuursleden van het Wachttorengenootschap meende dat deze methode van werken in strijd was met Russells testament. Het boek veroorzaakte ook inhoudelijk controverse: sommige "Bijbelonderzoekers" vonden het in strijd met de leerstellingen die ze hadden geërfd van Russell. Dit alles leidde tot een ernstige scheuring. De afgesplitste groeperingen kwamen bekend te staan onder de verzamelnaam Vrije Bijbelonderzoekers.
De stijl van Rutherford verschilde aanzienlijk van die van Russell. Russell was een zachtmoedige, vriendelijke man die geloofde in het vergaderen van gelovigen met een mate van zelf-zeggenschap. Rutherford was een dominante, barse leider die absolute gehoorzaamheid eiste.
Rutherford compromitteerde zichzelf aanzienlijk met gewaagde voorspellingen over 1925 met het thema: "Miljoenen thans levende mensen zullen nimmer sterven." Toen de voorspellingen niet uitkwamen decimeerde de aanhang. Ten slotte hernoemde Rutherford de groepering in 1931 van "Ernstige Bijbelonderzoekers" tot Jehova's getuigen gebaseerd op Jesaja 43:10,12. Onder zijn presidentschap werden Jehova's getuigen gevormd tot een centraal bestuurde, weinig tolerante groepering die (harde) actie voorstond. Rutherford introduceerde de deur-aan-deur prediking (het van-huis-tot-huis-werk), schafte democratie in het bestuur van zowel gemeenten als het Wachttorengenootschap in zijn geheel af en leidde de gemeenschap met vaste hand door de roerige jaren van 1916 tot 1942.

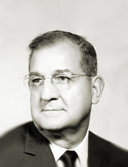
Nathan Homer Knorr
(1942-1977)

### 1942 - 1977
Toen Rutherford op 8 januari 1942 overleed, droeg hij zijn autoriteit over op zijn secretaris Nathan Homer Knorr (1905 - 1977). Knorr was een praktisch, zelfs zakelijk ingestelde man en zou aan het roer staan van een expansieve organisatie. Onder zijn leiding werd afscheid genomen van de scherpe toon in de publicaties, kenmerkend voor de stijl van Rutherford. Knorr vormde het Wachttorengenootschap om tot een drukkerij van op de Bijbel gebaseerde publicaties met het doel, zo veel mogelijk mensen te bereiken met hun leerstellingen. Hij ondernam wereldreizen waarop hij de bijkantoren bezocht en Jehova's getuigen toesprak op grote congressen. Knorr besteedde zelf weinig tijd aan de theologische kant van de geloofsgemeenschap; dit liet hij over aan zijn vicepresident, de officieuze exegeet van Jehova's getuigen: Frederick W. Franz.
Knorr draaide het afschaffen van (beperkte) democratie door Rutherford weer terug (zowel het stemmen binnen lichamen van ouderlingen (het plaatselijk bestuur van gemeenten van Jehova's getuigen) als binnen het Besturend Lichaam (het hoofdbestuur van Jehova's getuigen)) en ook de rol van de President werd onder zijn bestuur (zij het officieus) teruggedraaid van absoluut wetgevend inzake theologische kwesties tot bestuurder van de wettelijke corporatie(s) ter ondersteuning van "het goede nieuws". Vanuit zijn visie op management is onder zijn bestuur het bijhouden van registers, statistieken en rapportages ingevoerd. Zowel op individueel niveau (velddienstrapport) als lokaal (gemeentebericht), regionaal (kringbericht) tot zelfs landelijk niveau (landsbericht) wordt vrijwel elke activiteit van Jehova's getuigen vastgelegd in cijfers. Zijn zakelijke inslag was succesvol. Toen Knorr in 1942 President van het Wachttorengenootschap werd, waren er ruim 115.000 Jehova's getuigen wereldwijd. Toen hij in 1977 stierf waren dit er bijna 2,25 miljoen.

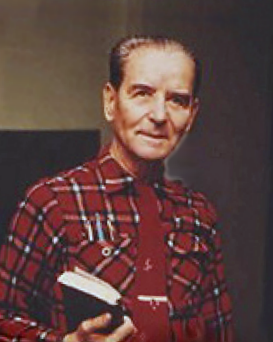
Frederick William Franz
(1977 - 1992)

### 1977 - 1992
Na de dood van Knorr in 1977 werd Frederick William Franz (1893 - 1992) gekozen tot nieuwe President. Franz was al jaren de officieuze theoloog van het Wachttorengenootschap. Hoewel Franz slechts één jaar Grieks had gehad op zijn priesteropleiding en geen enkele formele opleiding in Hebreeuws had genoten, staat hij onder Jehova's getuigen bekend als een onovertroffen Bijbeldeskundige.
De eerste uitdaging die Franz wachtte, was omgaan met de teleurstelling veroorzaakt door de verwachtingen rond de uitspraken over 1975 (de verwachtingen van Jehova's getuigen inzake de komst van Armageddon in 1975 waren overigens gebaseerd op ideeën die Franz zelf had gepostuleerd). In de jaren 1970 - 1975 was de expansie van de Jehova's getuigen ongekend, tot soms wel 10 tot 12% per jaar. Maar toen Armageddon niet in 1975 plaatsvond, liep het ledental sterk terug. Hoewel er in De Wachttoren van 15 juni 1980 een gedeeltelijk excuus gepubliceerd werd, was dat niet voor iedereen voldoende, maar de cijfers stabiliseerden. Sinds 1975 zijn er geen nieuwe jaartallen voor Armageddon meer gepubliceerd.
De periode Franz kent geen spectaculaire ontwikkelingen als in de beginperiode. Het is veeleer een periode waarin de organisatie enigszins tot rust kwam, wellicht te danken aan de leeftijd van haar president. Met zijn dood op 22 december 1992 kwam een einde aan de periode van charismatische presidenten.

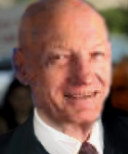
Milton George Henschel
(1992 - 2000)

### 1992 - 2000
Na de dood van Franz in 1992 werd Milton George Henschel de vijfde president van het Wachttorengenootschap. In 1939 werd hij secretaris van Knorr en bleef dat toen deze president werd in 1942.
Henschel trad minder prominent op dan de eerdere presidenten. Te beginnen met de uitgave van De Wachttoren van 15 februari 1994 werd de eschatologie van Jehova's getuigen grondig gereviseerd en werd afstand genomen van een aantal leerstellingen die het Wachttorengenootschap inmiddels regelmatig in verlegenheid brachten, inclusief het afschaffen van sancties op het accepteren van vervangende dienst bij dienstplichtigen. Met het oog op de verwachte groei in minder ontwikkelde landen, werden eerdere publicaties herschreven in eenvoudiger taal. In verband met een wijziging in de topstructuur, legde Henschel zijn presidentschap vrijwillig neer in 2000; hij stierf op 22 maart 2003 op 82-jarige leeftijd.

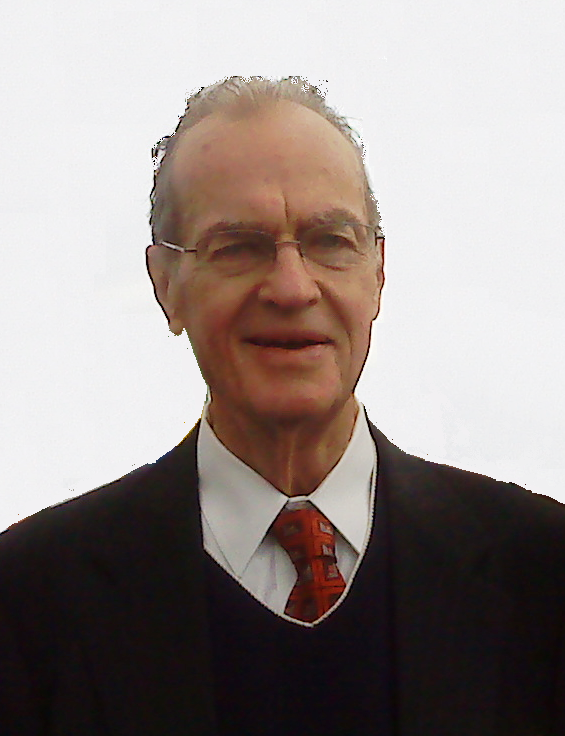
Don Alden Adams
(2000 - 2016)

### 2000 - 2016
Don Alden Adams volgde Henschel op 7 oktober 2000 op en werd daarmee de zesde president van het Wachttorengenootschap. Hij werkte vanaf 1945 op het hoofdbureau in Brooklyn (NY) en maakte vele reizen als zoneopziener naar verschillende landen in alle continenten. In de jaren 1980 was Adams lid van het Bethelhuiscomité.
In 2011 werd aangekondigd dat de functie van kerkgenootschap vanaf 1 september 2011 zou worden overgedragen van het Wachttorengenootschap naar de (reeds eerder opgerichte) stichting Christelijke Gemeente van Jehovah's Getuigen (met een h).

## Jehova's getuigen in Nederland

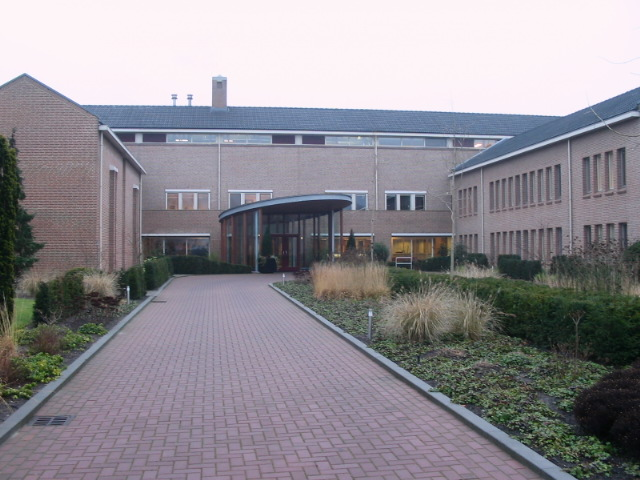
Het bijkantoor van Jehova's getuigen in Emmen

Hoewel Russell Nederland in 1891 had bezocht tijdens een rondreis door Europa, duurde het nog twintig jaar voordat de eerste handvol volgelingen zijn geschriften regelmatig gezamenlijk besprak. In 1908 publiceerde Heinrich Brinkhoff voor het eerst een uitgave van De Wachttoren in het Nederlands. Tijdens de Eerste Wereldoorlog waren er twee kleine groepjes 'Bijbelonderzoekers' in Nederland, namelijk in Rotterdam en Amsterdam. In 1918 werden drie proefnummers van De Wachttoren uitgegeven, maar bleek onvoldoende animo om over te gaan op reguliere uitgave.
In 1920 maakte Rutherford ook een rondreis door Europa en hij vroeg de in Mulhouse (Frankrijk) wonende Nederlander Adriaan Block naar zijn geboorteland terug te keren om leiding te geven aan de organisatie. Dit gebeurde en in 1922 werd het eerste bijkantoor in Nederland gevestigd in Amsterdam. In 1923 bezocht Rutherford Nederland opnieuw en gaf zijn controversiële lezing "Miljoenen thans levende mensen zullen nimmer sterven" in de Diamantbeurs. De lezing werd tevens via de radio uitgezonden. De wereldwijde teleurstelling die ontstond toen de verwachtingen die door de voorspellingen rond 1925 waren gewekt niet werden ingelost, eiste ook in Nederland haar tol en de aanhang viel grotendeels uiteen, maar een loyale kern bleef bestaan.
In 1927 werd Arnold Werner aangesteld als landsopziener. Uit onvrede hierover verliet Adriaan Block de organisatie en met hem een groep 'Bijbelonderzoekers'. Vanaf dat jaar kwamen ook verschillende volle-tijds evangelisten uit omringende landen de Nederlandse gelederen versterken. De groep groeide van circa zeventig aanwezigen, op een landelijk congres, in 1929 naar 165 aanwezigen in 1933 tijdens een bezoek van Rutherford. De activiteiten van het Wachttorengenootschap werden op 29 juni 1933 verboden in heel Duitsland. De nazi's dachten dat de Bibelforscher, zoals Jehova's getuigen destijds in Duitsland werden genoemd, een Zionistische organisatie was; Russell was immers een verklaard Zionist en De Wachttoren heette lange tijd bijvoorbeeld Zion's Watch Tower. Ondanks een poging de nazi's gunstig te stemmen met een pro-nazi Verklaring van Feiten die Rutherford had opgesteld, werden de Bijbelonderzoekers vervolgd, onder andere omdat ze weigerden de Hitlergroet te brengen en militaire dienst op zich te nemen. Ook in de Nederlandstalige versie van de publicaties van het Wachttorengenootschap verschenen artikelen tegen Hitler en werden de wreedheden in de concentratiekampen aan de kaak gesteld, volgens de Jehova's getuigen zeer tegen de zin van de Nederlandse overheid.
In Friesland was het Tsjerk Andringa uit Bolsward die vanaf de jaren twintig, vorige eeuw, als eerste 'bijbelstudent' bekend stond die de leer van het toenmalige Wachttorengenootschap verkondigde.
Begin 1940 werd Arthur Winkler aangesteld als landsopziener. Toen hij in oktober 1941 gearresteerd werd, nam Willem Reijntjes zijn taak over. Later kwam Reijntjes bekend te staan als "IJzeren Reijntjes" vanwege zijn toespraken die aan de stijl van Rutherford herinnerden; hij verliet de organisatie na een conflict met Knorr. In de Tweede Wereldoorlog was het werk van Jehova's getuigen verboden en werd het Wachttorengenootschap ontmanteld. In totaal werden 426 personen gearresteerd en gevangengezet, inclusief deportatie naar concentratiekampen; hiervan overleden er 117 als direct gevolg. Desondanks groeide de geloofsgemeenschap tijdens de oorlog. In de zomer van 1940 waren er ongeveer 500 Jehova's getuigen, in augustus 1945 waren dit er 3125.
Tegen het einde van 1945 bezochten Knorr en Henschel Nederland. Zij deden de aanzet de organisatie van het werk van Jehova's getuigen weer op te pakken en zij startten met het houden van grote vergaderingen. In die periode werd het bijkantoor tweemaal verplaatst, maar uiteindelijk keerde het weer terug naar Amsterdam. Knorr onthief Winkler van zijn functie als landsdienaar met het oog op de zware fysieke belasting die dit op Winkler zou leggen; aangezien Winkler zwaar gemarteld was in de oorlog, zou dit mogelijk te veel van hem vergen. In zijn plaats werd Henri F. Zinser aangesteld. Na nog een interim-opziener werd in 1950 uiteindelijk Paul Kushnir als landsopziener aangesteld. Kushnir heeft deze post 15 jaar bekleed totdat Robert Engelkamp deze functie van hem overnam en deze tot 1976 bleef behartigen. In 1976 werd de functie (wereldwijd) in zijn geheel opgeheven en vervangen door een Bijkantoorcomité van 4 tot 6 mannen met één coördinator. Sinds 1983 is het Nederlandse bijkantoor gevestigd in Emmen.
In onderstaande tabel het verloop van het aantal Jehova's getuigen:
| Jaar | Aantal Jehova's getuigen |
| ---- | ------------------------ |
| 1928 | 58                       |
| 1938 | 234                      |
| 1940 | 501                      |
| 1945 | 2.532                    |
| 1958 | 10.841                   |
| 1969 | 16.784                   |
| 1975 | 29.723                   |
| 1980 | 26.345                   |
| 1985 | 28.261                   |
| 1990 | 30.207                   |
| 1995 | 30.973                   |
| 2000 | 28.621                   |
| 2005 | 28.907                   |
| 2010 | 30.350                   |
| 2015 | 29.508                   |

## Jehova's getuigen in België
Charles Taze Russell bracht een bezoek aan België in 1891, zonder noemenswaardig effect. In 1901 zag Jean-Baptiste Tilmant Sr. uit Jumet-Gohissart, een kolenmijnstadje aan de rand van Charleroi, een advertentie in de krant staan van de serie Millennial dawn. Hij bestelde de serie en begon vanaf 1902 geregeld Bijbelstudies te houden aan de hand van de geschriften van Russell. De oprichting van de eerste gemeente van Bijbelonderzoekers in Jumet-Gohissart in 1902 was een daaruit voortvloeiend feit.
Tilmant zocht schriftelijk contact met de Europese vertegenwoordiger van het Wachttorengenootschap in Zwitserland: Adolphe Weber. Weber bezocht in respons daarop België op zijn zendingsreizen. In 1903 verschenen de eerste twee uitgaven van Zion's Watch Tower in het Frans en werden uitgereikt aan degenen die op zondag de kerk verlieten. De aandacht was vooral gericht op het Franssprekende deel van België en resulteerde in het oprichten van een gemeente in Denain in 1906. In 1912 waren er zeven gemeenten: Haine-Saint-Paul, Flémalle-Haute, Engis, Amay, Ampsin, Luik en Jumet-Gohissart. De groepering groeide ook in het meest noordelijke deel van Frankrijk sterk en in 1913 bezochten meer dan 1000 personen een lezing van Joseph F. Rutherford toen hij Denain bezocht. Op 31 augustus 1913 bezochten 70 Belgische aanhangers een congres in Parijs waar ook Russell aanwezig was.
Toen verwachtingen rond 1914 niet verwezenlijkt werden, ontstond een schisma binnen de geloofsgemeenschap. Er begonnen pamfletten met persoonlijke opvattingen onder de kleine groepen te circuleren. Het resultaat was desastreus: in 1918 waren er slechts 5 aanhangers over. In 1920 was het aantal aanwezigen bij de Gedachtenisviering echter alweer gestegen tot 54.
Tot 1929 werd het opzicht over het werk van de getuigen gevoerd vanuit Zwitserland. In 1929 werd er een bijkantoor geopend in Brussel en werd de heer Van Eijck aangesteld als bijkantooropziener, maar nog wel onder supervisie van de opziener van Zwitserland, Martin Harbeck. Op dat moment waren er 28 verkondigers, ofwel (actieve) leden. Op 7 mei 1932 werd de Watch Tower Bible and Tract Society met wettelijke statuten geregistreerd in het Belgisch Staatsblad.
In Ieper werd in 1936 een congres gehouden waarbij 50 Belgische aanhangers aanwezig waren en vanaf dat moment werden aangevuld door 55 aanhangers uit Frankrijk. Harbeck en Gertz uit Zwitserland behoorden tot de sprekers. Toen de oorlog in 1940 uitbrak was er een hoogtepunt van 309 verkondigers. In die tijd had Arthur Winkler de leiding over het werk in Nederland en hij wees Fritz Hartstang, die veel ervaring had in het ondergrondse werk, aan om in juli 1941 naar België te gaan en de verantwoordelijkheid op zich te nemen om het werk te reorganiseren.
Aan het einde van de oorlog (in augustus 1945) waren er 747 verkondigers. In december 1945 bracht de president van het Wachttorengenootschap, Nathan Homer Knorr, in gezelschap van Milton G. Henschel, een bezoek aan Brussel om te zien wat er gedaan kon worden om het werk van het Wachttorengenootschap te reorganiseren. Zij stelden een nieuwe vertegenwoordiger van het Wachttorengenootschap aan als bijkantooropziener, die op 15 januari 1946 arriveerde: Calvin Holmes. Aangezien er behoorlijke tweedracht was onder de leden, was de eerste taak van Holmes een zuivering te laten plaatsvinden. Vooral in Brussel en Ieper was er aanzienlijke onrust en tweedracht. "Holmes bezocht ieder weekend een gemeente, en bracht op die manier een nauwer contact met het Genootschap tot stand."
Omdat het kantoor van het Wachttorengenootschap te klein werd, werd een grotere locatie ingericht in Schaarbeek, een voorstad van Brussel. In juni 1947 brachten de Frederick William Franz en Grant Suiter een bezoek aan België. Bij deze gelegenheid werden er twee congressen tegelijk gehouden, het ene in de Nederlandse taal en het andere in het Frans. De bezoekers van het hoofdkantoor van het Wachttorengenootschap hielpen het werk op het bijkantoor efficiënter te organiseren en "versterkten de theocratische structuur" van de organisatie.
Op 6 juni 1950 verbood de minister van Verkeerswezen de verzending van de publicaties van het Wachttorengenootschap via de Belgische spoorwegen en posterijen. Het Wachttorengenootschap leverde sindsdien de tijdschriften en de lectuur per vrachtwagen aan alle gemeenten. Vervolgens bezorgden de verkondigers de tijdschriften bij de abonnees. Nadat tijdens de tussenliggende 31 jaar herhaaldelijk verzoekschriften waren ingediend, hief de Belgische regering op 30 oktober 1981 het verbod op het verzenden van de lectuur van het Wachttorengenootschap op.
Op 11 april 1953 kreeg Calvin Holmes, de landsopziener, bericht dat hij het land moest verlaten en werd G. N. van der Bijl in zijn plaats aangesteld. Op zijn beurt werd hij opgevolgd door Marcel Gillet. In februari 1968 was een nieuw bijkantoor van het Wachttorengenootschap ingewijd in de Brusselse voorstad Kraainem.

## Verder lezen
- Nederland: Jaarboek van Jehovah’s Getuigen, 1986, blz. 110-185
- België: Jaarboek van Jehovah’s Getuigen, 1985, blz. 66-157
- (en) The Successor Problem - Masterthesis in godsdienstgeschiedenis van Jan S. Haugland (2006)
- Overzichtsartikel inzake de geschiedenis van de juridische en theologische positie van de relatie tussen Jehova's getuigen en het Wachttorengenootschap
- Gods Koninkrijk regeert!, 2014

Geschiedenis van het christendom · christendom van A tot Z
Strekkingen: Bijbelonderzoekers · Ernstige Bijbelonderzoekers · Jehova's getuigen · Vrije Bijbelonderzoekers

Geschiedenis van het christendom · christendom van A tot Z